# Vladimir Muntyan
Vladimir Fyodorovich Muntyan - em russo, Владимир Фёдорович Мунтян (Kotovs'k, 14 de setembro de 1946) - é um ex-futebolista, atualmente treinador, da extinta União Soviética. É filho de pai moldávio, mãe russa e nascido na então RSS da Ucrânia.
Seu sobrenome russificado, herdado de seu pai, deriva do original em romeno Munteanu.

## Carreira

### Clubes
Tendo seu talento para o futebol reconhecido precocemente por olheiros do Dínamo Kiev, juntou-se aos juvenis do clube aos 15 anos de idade. Entre seus colegas, estavam Anatoliy Byshovets e Semyon Altman. Após uma vitória contra os juvenis do Spartak Moscou, foi convidado a treinar com a equipe principal, onde estava seu ídolo Valeriy Lobanovs'kyi.
Debutou na equipe principal aos 19 anos, em 1965. Participaria da conquista de um tricampeonato soviético consecutivo a partir do ano seguinte. Conquistaria ainda outros quatro, o último deles em 1977, ano em que parou de jogar. Participara da primeira conquista europeia de um clube da URSS, a Recopa Europeia de 1975. 
Em seguida, no tira-teima com o campeão da Copa dos Campeões da UEFA para definir o vencedor da Supercopa Europeia, participou do título conquistado sobre o Bayern Munique de Franz Beckenbauer, Gerd Müller e Sepp Maier. Considerado um dos mais talentosos jogadores do Dínamo, é o único a ter sido sete vezes campeão da Liga Soviética, ao lado de Oleh Blokhin, seu colega de equipe nos anos 70. Em 1980, chegou a jogar algumas partidas por outro clube da cidade, o SKA Kiev (atual Arsenal).

## Seleção
Estreou pela Seleção Soviética em 1968, participando da Eurocopa daquele ano. Dois anos depois, jogaria sua primeira (e única) Copa do Mundo, no mundial do México. Em 1972, participaria do vice-campeonato em segunda Eurocopa. 

## Treinador
Iniciou a carreira de treinador no SKA Kiev, em 1981. Treinou por duas vezes a Seleção Ucraniana sub-21: entre 1992 e 1994, na recém-independência do país; e, interinamente, no início de 2008, entre os comandos de Oleksiy Mykhailychenko e Pavlo Yakovenko. 
Com a independência da Ucrânia, decidiu viver na terra de nascimento e adotou um nome ucranizado, Volodymyr Fedirovych Muntyan (Володимир Федірович Мунтян, em ucraniano). Curiosamente, como outros jogadores de destaque de origem moldávia, nasceu na Ucrânia: é o mesmo caso de Pavel Ciobanu, Victor Pasulco e Serghei Covalciuc.

## Títulos
Dynamo Kyiv
- Campeonato Soviético: 1966, 1967, 1968, 1971, 1974, 1975, 1977
- Copa da União Soviética: 1966, 1974
- Taça dos Clubes Vencedores de Taças: 1975
- Supercopa da UEFA: 1975